# Ludwig Helf
Heinrich Ludwig Helf (* 29. Juni 1837 in Groß-Oschersleben; † 3. November 1918) war ein deutscher Reichsgerichtsrat.

## Leben
Helf wurde als Sohn des Ackerbürgers Johann Friedrich Christoph Helf und dessen Ehefrau Rosina Christiana, geb. Ihlenburg, in Oschersleben geboren. Er studierte an der Friedrichs-Universität Halle Rechtswissenschaft und wurde 1859 im Corps Marchia Halle aktiv.
1861 vereidigt, wurde der Preuße Helf 1863 zum Referendar ernannt. 1869 wurde er Kreisrichter, 1877 Kreisgerichtsrat und 1879 Landgerichtsrat. 1880 erfolgte die Ernennung zum Landgerichtsdirektor und 1892 zum Landgerichtspräsidenten. 1896 kam er von Gleiwitz zum Reichsgericht in den IV. Zivilsenat. 1904 trat er in den Ruhestand. Mit 81 Jahren starb er sechs Tage vor der Ausrufung der Republik in Deutschland.
1873–1876 saß Helf als Abgeordneter des Wahlkreises Merseburg 2 (Schweinitz, Wittenberg) im Preußischen Abgeordnetenhaus. Er gehörte der Fraktion der Freikonservativen Partei an.